# 육체의 행로
《육체의 행로》(Bodily Harm)는 미국에서 제작된 제임스 레모 감독의 1995년 스릴러 영화이다. 린다 피오렌티노 등이 주연으로 출연하였고 브루스 콘 커티스 등이 제작에 참여하였다.

## 출연

### 주연
- 린다 피오렌티노
- 다니엘 볼드윈
- 그레그 헨리

### 조연
- 빌 스미트로비치
- 트로이 에반스
- 조 레갈부토
- 밀리 퍼킨스
- 섀넌 케니
- 토드 서스맨

## 기타
- Line PD: 짐 로피
- 미술: 알프레드 솔
- 의상: 바바라 팰머
- 배역: 데니즈 채미언